# Liste du patrimoine immobilier classé de Trooz
Cette page regroupe l'ensemble du patrimoine immobilier classé de la commune belge de Trooz.
| Objet | Année de construction / Architecte | Adresse                                                                                      | Section communale | Coordonnées                      | Numéro d’inventaire | Illustration |
| --- | ---------------------------------- | -------------------------------------------------------------------------------------------- | ----------------- | -------------------------------- | ------------------- | --- |
| Grand'Place du village à Forêt |                                    |                                                                                              | Forêt             | 50° 35′ 02″ nord, 5° 41′ 58″ est | 62122-CLT-0001-01   | Grand'Place du village à Forêt |
| L'église Sainte-Catherine |                                    |                                                                                              | Forêt             | 50° 35′ 03″ nord, 5° 42′ 02″ est | 62122-CLT-0002-01   | L'église Sainte-Catherine |
| Site des Fonds de Forêt |                                    |                                                                                              | Forêt             | 50° 35′ 27″ nord, 5° 41′ 34″ est | 62122-CLT-0003-01   | Site des Fonds de Forêt |
| Monument-crypte élevé à la mémoire des résistants victimes de la tragédie de Forêt-Trooz, place du village (M) et ensemble formé par ce monument et ses abords (S)                                 |                                    |                                                                                              | Forêt             | 50° 35′ 01″ nord, 5° 41′ 54″ est | 62122-CLT-0004-01   | Monument-crypte élevé à la mémoire des résistants victimes de la tragédie de Forêt-Trooz, place du village (M) et ensemble formé par ce monument et ses abords (S)                                 |
| Le castel de la Fenderie |                                    | Rue de la Fenderie, n°5 (M) et ensemble formé par ce castel et les terrains environnants (S) | Forêt             | 50° 34′ 16″ nord, 5° 41′ 27″ est | 62122-CLT-0005-01   | Le castel de la Fenderie |
| Les orgues de l'église Saint-Gilles |                                    |                                                                                              | Fraipont          | 50° 33′ 56″ nord, 5° 43′ 27″ est | 62122-CLT-0006-01   | Image manquanteTéléverser |
| La réserve naturelle de Massouheid : déclassement d'une bande de 2000 m² (+ OLNE/Olne, Massouheid)                                                                                                 |                                    |                                                                                              | Forêt             | 50° 34′ 32″ nord, 5° 42′ 18″ est | 62122-CLT-0007-02   | Image manquanteTéléverser |
| La réserve naturelle de Massouheid : extension (+ OLNE/Olne, Massouheid) |                                    |                                                                                              | Forêt             | 50° 34′ 25″ nord, 5° 42′ 16″ est | 62122-CLT-0008-01   | Image manquanteTéléverser |
| Maison Blendeff : les façades, toitures et charpentes du corps de logis ainsi que de l'annexe mitoyenne plus ancienne d'une demeure sise à Fonds-de-Forêt                                          |                                    |                                                                                              | Forêt             | 50° 35′ 32″ nord, 5° 41′ 46″ est | 62122-CLT-0010-01   | Image manquanteTéléverser |
| La façade avant limitée à gauche par la tour semi-hexagonale du château et à droite par celle limitant la partie de la façade comprenant la porte cochère de l'ancienne usine Impéria à Nessonvaux |                                    |                                                                                              | Nessonvaux        | 50° 34′ 26″ nord, 5° 44′ 39″ est | 62122-CLT-0011-01   | La façade avant limitée à gauche par la tour semi-hexagonale du château et à droite par celle limitant la partie de la façade comprenant la porte cochère de l'ancienne usine Impéria à Nessonvaux |
| Le Site des Fonds de Forêt |                                    |                                                                                              | Forêt             | 50° 35′ 27″ nord, 5° 41′ 34″ est | 62122-PEX-0001-01   | Le Site des Fonds de Forêt |